# Tamar (historieta)
Tamar fue una colección de cuadernos de aventuras creada por el guionista Ricardo Acedo y el dibujante Antonio Borrell para Ediciones Toray entre 1961 y 1966, con 186 números publicados.

## Trayectoria editorial
Tamar fue la última colección de cuadernos que lanzó Toray, y una de las más exitosas.
Fue reeditada por Ediciones Ursus en formato vertical (27 x 19 cm) en 1973.

## Argumento y personajes
La serie es una copia nada disimulada de Tarzán de los monos.
Su protagonista, Tamar, es el lord inglés Sir Gerald Leylan Nottimer.
Se hace acompañar de su novia Ruth y el chimpancé Gogó.

## Valoración
En opinión del teórico Pedro Porcel, Tamar es una serie rutinaria, que no aporta nada al mito de Tarzán y cuyo dibujo, de gran calidad fotográfica, carece de poder evocador.